# تشيككسندس (بيدفوردشير)
تشيككسندس (بالإنجليزية: Chicksands)‏ هي قرية تقع في المملكة المتحدة في شرق انجلترا.